# ザ・スコッチ・オブ・セント・ジェームズ
ザ・スコッチ・オブ・セント・ジェームズ (The Scotch of St. James) は、ロンドンのメイソンズ・ヤードにあるナイトクラブ。
路地裏にひっそりと佇むこの場所は、有名なナイトクラブ、ライブ演奏会場であり、1960年代のロンドンのロック界のエリートたちが集った歴史的に重要な社交場であった。このクラブが開店したのは1965年7月14日で、1960年代の「スウィンギング・ロンドン (swinging London)」のシーンの絶頂期に当たっており、程なくして、1966年11月に閉店したアド・リブ・クラブ (Ad Lib Club) に代わって、スウィンギング・ロンドンの拠点、ロック・ミュージシャンたちの社交場となった。ザ・スコッチ・オブ・セント・ジェームズの遺産は、25年間の閉鎖を経て2012年に再開業した際にも受け継がれた。

## 歴史

### 1965年–1980年
ザ・スコッチ・オブ・セント・ジェームズは、当時まだ無名だったジミ・ヘンドリックスが、1966年9月24日にイングランドに到着した夜、最初の演奏をおこなった場所であり、彼はハウス・バンドに加わってステージで即興演奏を繰り広げた。その晩、ヘンドリックスは、ガールフレンドとなるキャシー・エッチンガムと出会っている。1966年10月25日には、ザ・ジミ・ヘンドリックス・エクスペリエンスのイギリス最初のギグが、ザ・スコッチ・オブ・セント・ジェームズで、プライベート・ショーケース（内輪のお披露目）としておこなわれた。このクラブはまた、ポール・マッカートニーがスティーヴィー・ワンダーに初めて会った場所でもあり、それは1966年2月3日にワンダーがライブ演奏をおこなった後のことであった。
1960年代半ばの絶頂期には、ザ・ガス (The Gass) などのバンドがハウス・バンドとして雇われていた。顧客の中には、ビートルズ、ローリング・ストーンズ、ザ・フー、キンクス、ロッド・スチュワート、ムーディー・ブルース、スペンサー・デイヴィス・グループ、エリック・バードン、アニマルズ、ソニー&シェール、アイネズ&チャーリー・フォックス、ゴールディ&ザ・ジンジャーブレッズらがいた。ビートルズとローリング・ストーンズの面々は常連で、クラブ側は彼らのために特別席のテーブルを用意していた。

### 2012年以降
2012年1月、このクラブは修復されて、再開業した。2013年4月から11月にかけての短期間は、パリのナイトクラブのブランドであるル・バロン (Le Baron) と提携し、「ル・バロン・ロンドン・アット・ザ・スコッチ・オブ・セント・ジェームズ (Le Baron London at The Scotch of St. James) と称されたが、その後2014年3月に、元々の名称であるザ・スコッチ・オブ・セント・ジェームズに復した。
この新しいクラブは、ファッショナブルなナイトクラブで、富裕層や有名人がよく訪れており、その中にはケイト・モス、ソフィア・コッポラ、ベニチオ・デル・トロ、スキ・ウォーターハウス、カーラ・デルヴィーニュ、スー・ポラード、デビー・マギー、アラン・ティッチマーシュ、ジョージア・ジャガー、ティミー・マレット、ロジャー・デ・クーシー、エディ・キャンベルらがいる。クラブにはポップ・スターたちも顔を見せており、ハリー・スタイルズ、プラスティック・ベルトラン、リタ・オラらが来店している。
クラブの主催するイベントでは、ミュージシャンたちが演奏することもあり、マイルス・ケインやジョン・レジェンドが出演した。また、このクラブでは、ファッション関係のパーティーがおこなわれることもあり、ステラ・マッカートニー、JW ANDERSON、ロンシャン、ロジェ・ヴィヴィエ、マシュー・ウィリアムソン、リンダ・ファロー、ロッキンス、アイコなどがイベントを主催している。この他にも、スカーレット・ヨハンソン、リアーナ、ジャック・ホワイト、ディノス・チャップマン、キーラ・ナイトレイ、マーク・ロンソンらが、私的なパーティーを開いている。クラブの公式インスタグラムによれば、ロックバンドのメタリカも、ロンドンを訪れた際にパーティーを開いたという。